# 1896 a jogalkotásban
1896-ban az alábbi jogszabályokat alkották meg:

## Magyarország

### Törvények
- 1896. évi I. törvénycikk A m. kir. államvasutaknál folytatólagosan eszközlendő mozdonybeszerzések és mühelyépités költségeinek fedezéséről
- 1896. évi II. törvénycikk Az 1896. év első negyedében viselendő közterhekről és fedezendő állami kiadásokról szóló 1895:XLIX. törvénycikk hatályának az 1896. évi május hó végéig való kiterjesztéséről
- 1896. évi III. törvénycikk Az 1893. évi közösügyi zárszámadásra alapitott végleges leszámolás szerint Magyarország terhére mutatkozó tartozás fedezéséről, továbbá az 1894. és 1895. évi közösügyi kiadásokra Magyarország által pótlólag fizetendő összegről
- 1896. évi IV. törvénycikk A hadsereg, haditengerészet, honvédség és népfölkelés tiszti és legénységi özvegyeinek és árváinak ellátásáról szóló 1887:XX. törvénycikk határozmányainak további kiterjesztéséről és alkalmazásáról
- 1896. évi V. törvénycikk A phylloxera által elpusztitott szőlők felujitásának előmozditása tárgyában
- 1896. évi VI. törvénycikk Az 1896. évi államköltségvetésről
- 1896. évi VII. törvénycikk A honalapitás évezredes emlékének törvénybe iktatásáról
- 1896. évi VIII. törvénycikk A honalapitás ezredik évfordulójának megörökitésére alkotandó müvekről
- 1896. évi IX. törvénycikk A kecskemét-tiszaughi h. é. vasut engedélyezése tárgyában
- 1896. évi X. törvénycikk A tiszapolgár-nyiregyházai helyi érdekü gőzmozdonyu vasut engedélyezéséről
- 1896. évi XI. törvénycikk A temesvár-lippa-radnai helyi érdekü vasut engedélyezéséről
- 1896. évi XII. törvénycikk Az Alvincztől Nagy-Szebenen át a vöröstoronyi szoros melletti határszélig vezetendő gőzmozdonyu vasut engedélyezéséről
- 1896. évi XIII. törvénycikk A lonjavölgyi vasut engedélyezése tárgyában
- 1896. évi XIV. törvénycikk Az ásványolajvám felemeléséről és az ásványolajadóról szóló 1882. évi XVIII. törvénycikk kiegészitéséről
- 1896. évi XV. törvénycikk A 770 foknál kisebb sürüséggel biró ásványolajnak adómentes beszerzése és használata tárgyában
- 1896. évi XVI. törvénycikk A császári és királyi közös hadsereg, haditengerészet és a magyar királyi honvédség egyéneinek katonai ellátásáról szóló 1875. évi LI. törvénycikk 135. §-ának kiegészitése tárgyában
- 1896. évi XVII. törvénycikk A Budapest székes főváros által felveendő kölcsönök bélyeg- és adómentességéről
- 1896. évi XVIII. törvénycikk A fiumei és magyar-horvát tengerparti kormányzói uj palota épitési költségeinek fedezéséről
- 1896. évi XIX. törvénycikk A czukoradóról szóló 1888:XXIII. törvénycikk némely határozmányainak időleges módositása tárgyában
- 1896. évi XX. törvénycikk  A magy. kir. statistikai hivatal elhelyezésére emelendő épületről
- 1896. évi XXI. törvénycikk  A viljevo-kapelna-noskovcei keskenyvágányu helyi érdekü gőzmozdonyu vasut engedélyezéséről
- 1896. évi XXII. törvénycikk A szegszárd-báttaszéki helyi érdekü vasut engedélyezéséről
- 1896. évi XXIII. törvénycikk A házadó-törvények némely intézkedéseinek módositásáról
- 1896. évi XXIV. törvénycikk A Fejér és Tolna vármegyei helyi érdekü gőzmozdonyu vasutak székesfehérvár-sárbogárdi vonalának engedélyezéséről
- 1896. évi XXV. törvénycikk A majorsági zsellérbirtokról s az ehhez hasonló természetü birtokokról
- 1896. évi XXVI. törvénycikk A magyar királyi közigazgatási biróságról
- 1896. évi XXVII. törvénycikk A szeged-karlovai helyi érdekü gőzmozdonyu vasut engedélyezéséről
- 1896. évi XXVIII. törvénycikk A sopron-pozsonyi helyi érdekü vasut és sércz-szt-margiti szárnyvonalának engedélyezése tárgyában
- 1896. évi XXIX. törvénycikk A fertővidéki helyi érdekü vasuti engedélyezése tárgyában
- 1896. évi XXX. törvénycikk Az Uruguay-jal 1887. évi junius 25-én Montevideóban, a közönséges büntettesek kölcsönös kiadatása iránt kötött államszerződés beczikkelyezése tárgyában
- 1896. évi XXXI. törvénycikk Az 1886. évi VIII. törvénycikk kiegészitéséről
- 1896. évi XXXII. törvénycikk  Az 1892-97-iki országgyűlés tartama alatt a főrendiházban örökös tagsági jogot nyert családok névjegyzékének törvénybe iktatásáról
- 1896. évi XXXIII. törvénycikk A bünvádi perrendtartásról
- 1896. évi XXXIV. törvénycikk A svájczi szövetséggel Bernben 1896. évi márczius 10-én a büntettesek kölcsönös kiadatása iránt kötött államszerződés beczikkelyezése tárgyában
- 1896. évi XXXV. törvénycikk Az 1897. év négy első hónapjában viselendő közterhekről és fedezendő állami kiadásokról
- 1896. évi XXXVI. törvénycikk  Az 1897. évben kiállitandó ujonczok megajánlásáról